# Agglutisolena
Agglutisolena es un género de foraminífero bentónico de la subfamilia Pernerininae, de la familia Ataxophragmiidae, de la superfamilia Ataxophragmioidea, del suborden Ataxophragmiina y del orden Loftusiida. Su especie tipo es Agglutisolena conica. Su rango cronoestratigráfico abarca el Noriense (Triásico superior).

## Discusión
Clasificaciones previas incluían Agglutisolena en el suborden Textulariina del orden Textulariida o en el orden Lituolida.

## Clasificación
Agglutisolena incluye a la siguiente especie:
- Agglutisolena conica